# Contrechamps
 (août 2021).
Contrechamps est un ensemble suisse de musique contemporaine et de création basé à Genève, spécialisé dans l'interprétation, la diffusion et la création de la musique instrumentale des XXe et XXIe siècles.

## Histoire
En 1977, le musicologue Philippe Albèra, le cinéaste Jean-François Rohrbasser, ainsi que le compositeur et musicologue Robert Piencikovski, fondent l'association Contrechamps, consacrée à l'art contemporain. Une collaboration avec le Conservatoire populaire de musique de Genève a mené, en 1980, à la création de l'ensemble Contrechamps, puis à la publication d'une revue musicale qui deviendra Les Éditions Contrechamps en 1991. L'ensemble est placé depuis 2018 sous la direction artistique de Serge Vuille, percussionniste et compositeur suisse, actif sur la scène de la musique contemporaine et expérimentale.
Parmi les interprètes se retrouvent Pierre-Laurent Aimard, le Quatuor Arditti, Cathy Berberian, Pierre Boulez, Michel Béroff, Péter Eötvös, Rosemary Hardy, Claude Helffer, Nicolas Hodges, Heinz Holliger, Armin Jordan, Vimbayi Kaziboni, le Quatuor LaSalle, Donatienne Michel-Dansac, Elena Schwarz et Barbara Zanichelli.

## Discographie
- Contrechamps 30 ans, Label Contrechamps
- Luciano Berio, Points on the Curve to Find…, Folk Songs, Sequenza VII, Laborintus II, Spotify
- William Blank, Portrait, Spotify
- Elliott Carter, Heinz Holliger, Portrait, Fonoteca
- Eunho Chang, Kaleidoscope, Kairos
- Miguel Farias, Up & Down, Kairos
- Bryn Harrison, Time becoming, Neu records
- Michael Jarrell, Trei II, Modifications, Eco,Trace-Ecart, Spotify
- Matthias Pintscher, Solo and Ensemble Works, Neos
- Deqing Wen, Portrait, Presto